# Ґуань Ханьцін
Ґуань Ханьцін (*1225 — † 1302) — відомий китайський письменник-драматург часів династії Юань, класик юанської драми, поет-лірик.

## Життєпис
Походив з родини медиків. Втім невідомо, хто були його батько та дід — фармакологами чи лікарями. Отримав гарну освіту. Проте якихось відомостей щодо особистого життя замало. Ймовірно успіх Ґуань Ханьцін пов'язаний зі столице імперії Даду, де він народився й прожив усе життя. Втім, час від часу мандрував країною. Є повідомлення пров ідвідання Гауном міст Кайфен та Ханчжоу.

## Творчість
У доробку Ґуань Ханьцін є 65 творів, дотепер збереглося лише 18. Особливістю його п'єс було реалістичне зображення повсякденності, суспільного життя, людських стосунків. Крім цього у нього є драми на історичну тематику.
Найбільш відомим драмами є: «Образа Доу Е», «Рятування подруги або Рятування повії», «Один серед ворогів», «Павільйон моління Місяцю», «Мрія метелика», «Викрадач дружин», «Альтанка над рікою», «Нефритова підставка дзеркала».
У доробку Ґуань Ханьціна є близько 50 ліричних віршів. Найвідомішим є цикл, присвячений порам року.